# Abudefduf conformis
Abudefduf conformis är en fiskart som beskrevs av Randall och Earle, 1999. Abudefduf conformis ingår i släktet Abudefduf och familjen Pomacentridae. Inga underarter finns listade i Catalogue of Life.